# Pod Forendówką
Pod Forendówką – duża polana w Pieninach Czorsztyńskich. Znajduje się na północno-wschodnim stoku Łączanej opadającym do doliny Zagrońskiego Potoku. Jej południowym obrzeżem prowadzi niebieski szlak turystyczny. Po jego północnej stronie od Czoła aż po Macelaka ciągnie się długa koszona łąka. Pod Forendówką to jej część wschodnia, ciągnąca się od doliny Zagrońskiego Potoku po grzbiet od Łączanej do Średniego Gronia. Pod lasem na grzbiecie tym jest szałas. Ta sama łąka ciągnie się również po zachodniej stronie grzbietu Łączanej. Na mapie Geoportalu jej części mają nazwy: Forendówki, Stodolisko i Polanki.
Polana Pod Forendówką znajduje się na wysokości około 730–800 m. Dzięki specyficznym warunkom glebowym, klimatycznym i geograficznym łąki i polany Pienińskiego Parku Narodowego były siedliskiem bardzo bogatym gatunkowo. Zmiana sposobu ich użytkowania lub zaprzestanie ich użytkowania sprawiło, że zmniejszyła się ich różnorodność gatunkowa.
Polana znajduje się w granicach Tylki w województwie małopolskim, w powiecie nowotarskim, będąca sołectwem w gminie Krościenko nad Dunajcem.

## Szlaki turystyki pieszej
– niebieski główny szlak pieniński, odcinek z przełęczy Szopka do przełęczy Osice. Czas przejścia: 1:20 h, 1:30 h.

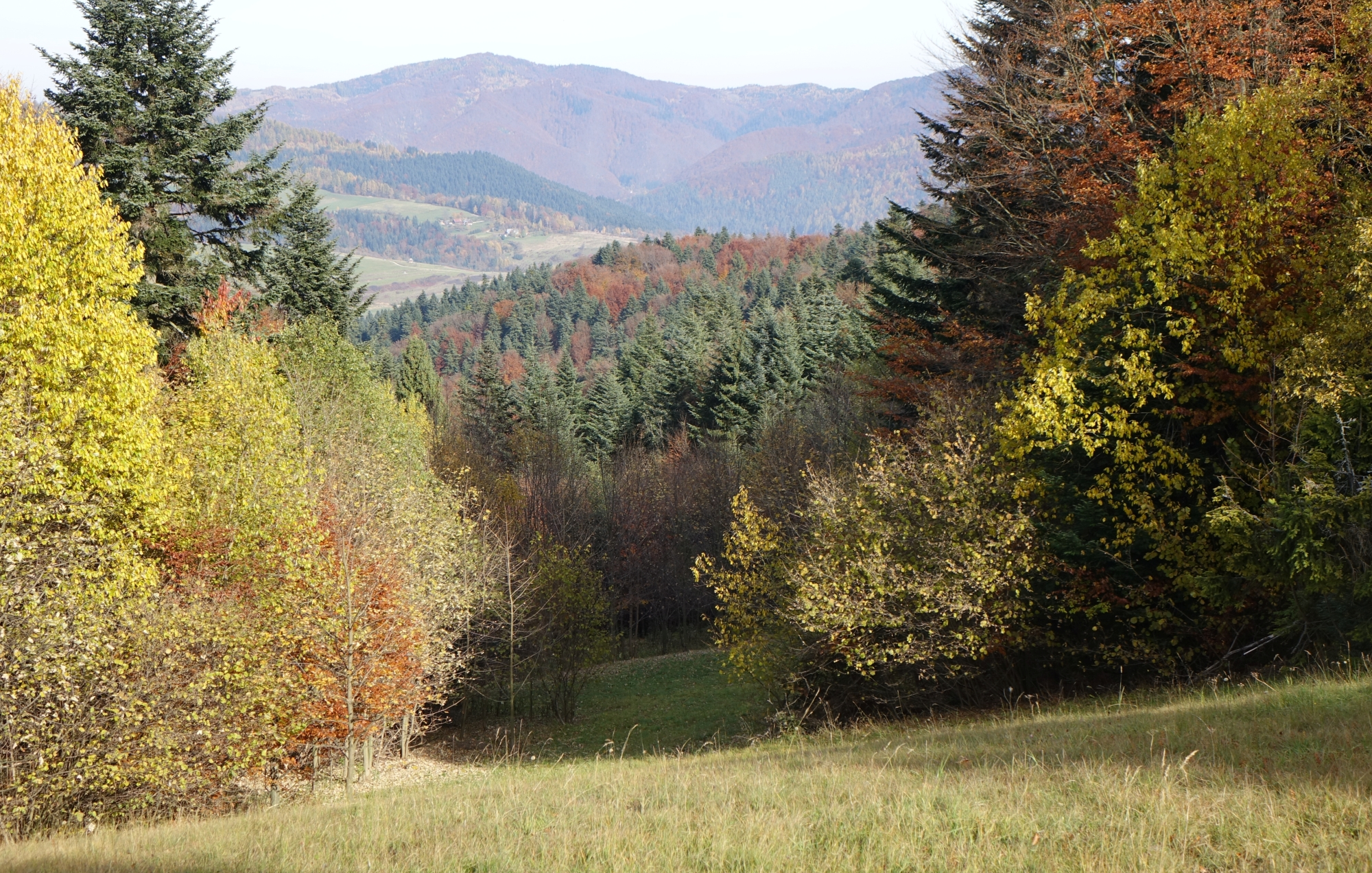
Dolina Zagrońskiego Potoku. W głębi Beskid Sądecki
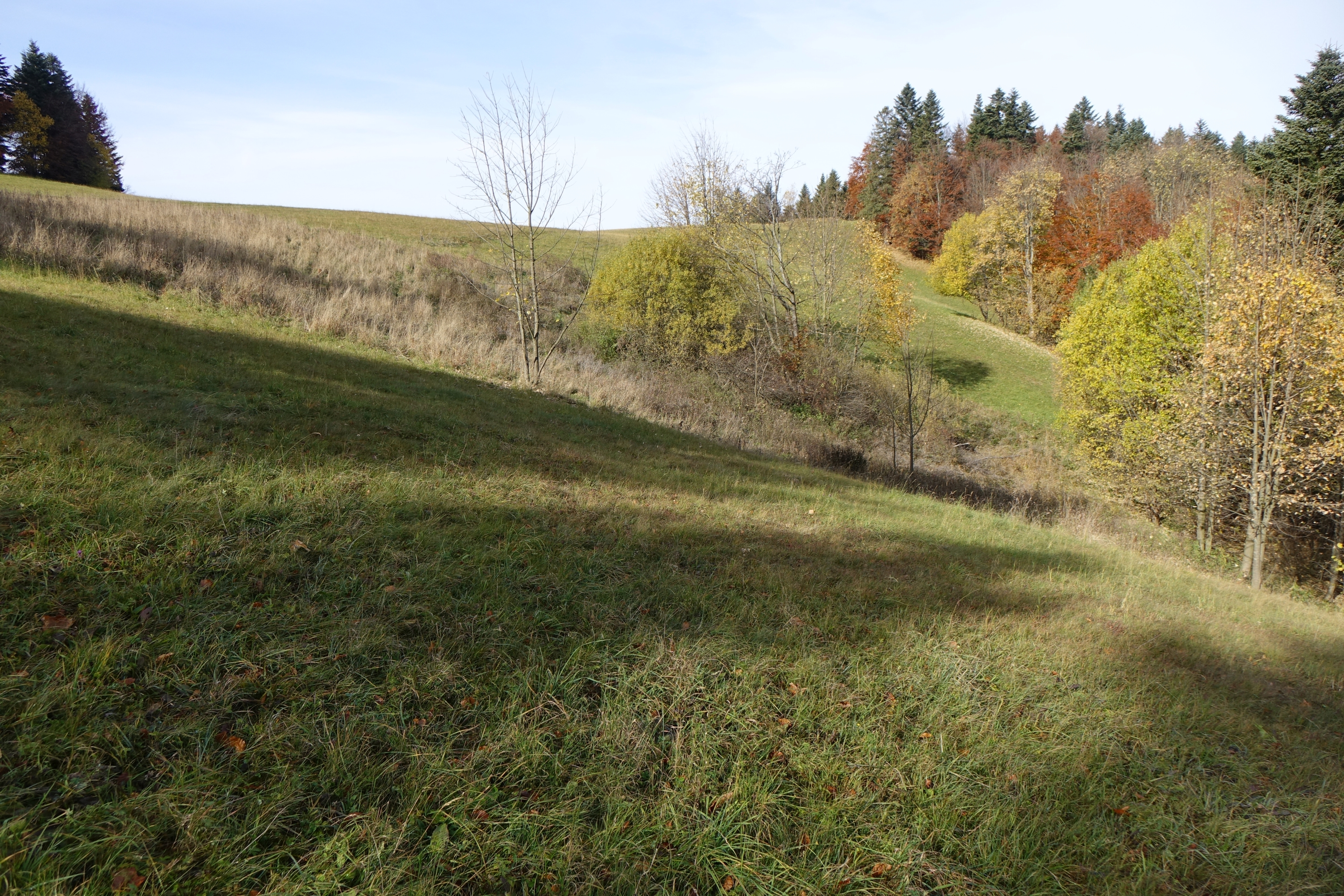
Fragment polany
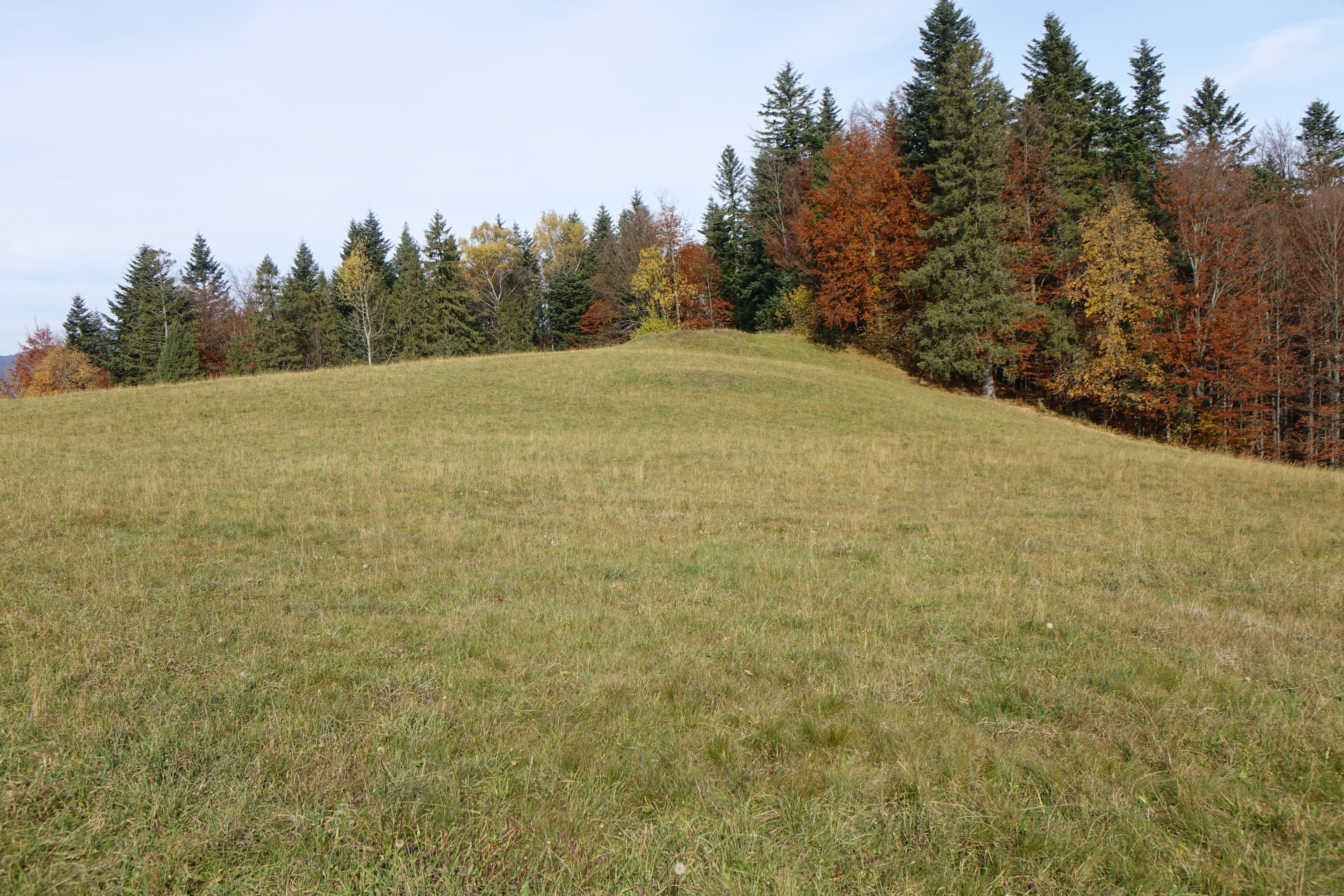
Grzbiet Łączanej
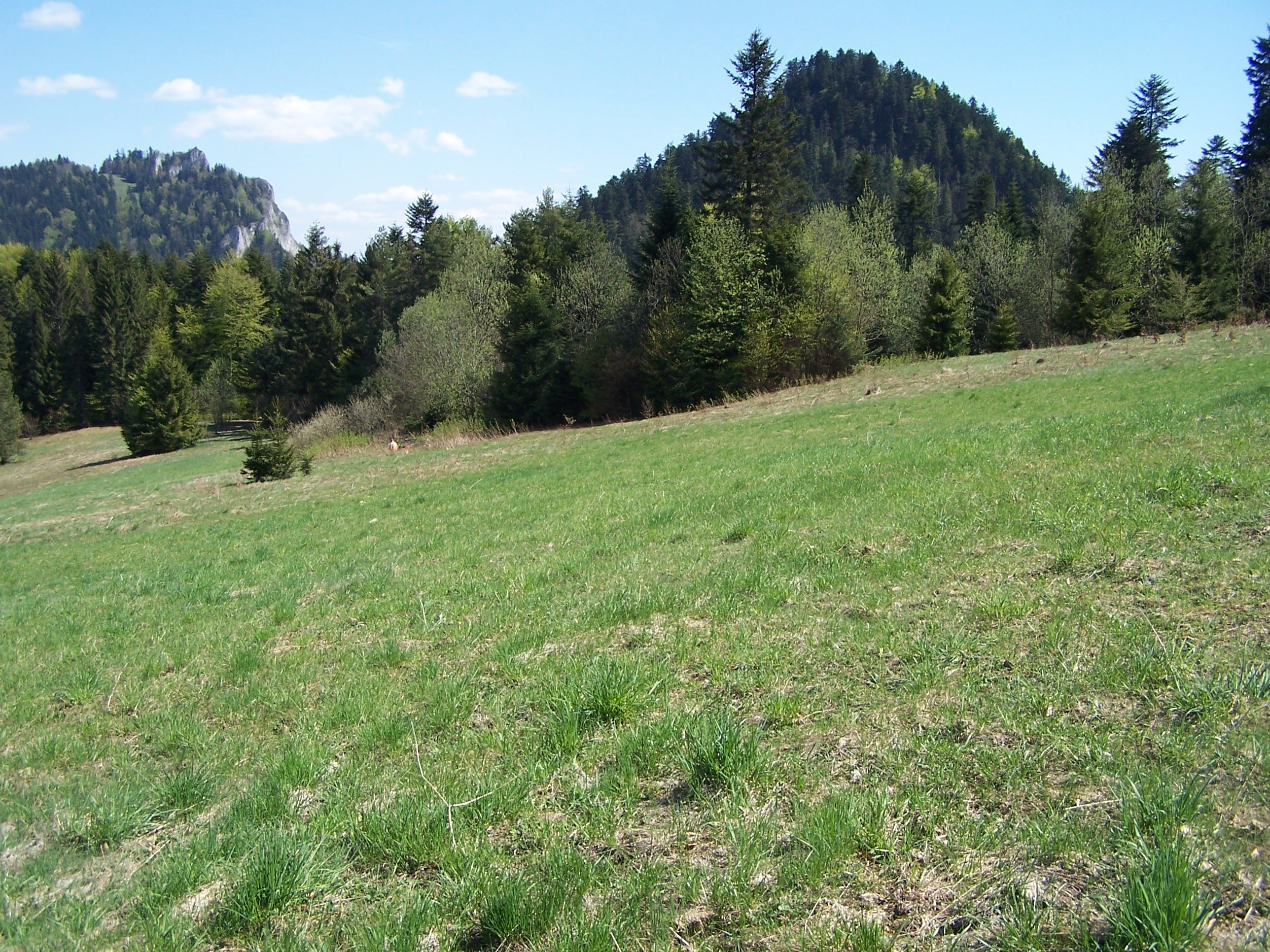
Widok na Trzy Korony i Nową Górę